# سينما بوتسوانا

سينما بوتسوانا

يشمل تاريخ سينما بوتسوانا (أو السينما في بوتسوانا) صناعة الأفلام في دولة بوتسوانا الواقعة في جنوب أفريقيا، قبل وبعد استقلال بوتسوانا. تعد سينما بوتسوانا واحدة من ضمن صناعات السينما الوطنية الأفريقية التي تضم أيضًا دور السينما الوطنية في بنين ومصر وكينيا ونيجيريا وجنوب أفريقيا وغيرها.
يُطلق البعض لقب «بوتسوود» على صناعة السينما المحلية في بوتسوانا، على غرار مصطلح «بوليوود» الذي يُطلق على صناعة السينما الهندية و«نوليوود» على السينما النيجيرية و«هوليوود» على السينما الأمريكية.

## تاريخها المبكر
وفقًا للمؤرخ نيل بارسونز، يعود تاريخ أقدم نسخة معروفة لأول فيلم مُسجل في بوتسوانا إلى ما بين 1906 و1907. ووفقًا له، فإن شركة مقرها لندن بإنجلترا مملوكة لرجل يدعى تشارلي أوربان أرسلت مصورين لتسجيل فيلم وثائقي عن رحلة سكك حديد بيتشوانلاند إلى شلالات فيكتوريا وهي رحلة قطار مرت عبر إقليم يُعتبر اليوم دولة بوتسوانا. ثم جاء عالم الإثنوغرافيا رودولف بوش من النمسا وعمل سلسلة من الأفلام القصيرة في هذه الدولة الأفريقية والتي تميزت بالصوت والألوان وظهر فيها رجل يبلغ من العمر ستين عامًا، يُدعى كوبي. اعتبره بارسونز «نجم بوتسوانا السينمائي الأول».
في 1912، حصل أحد سكان لندن المعروف باسم دبليو بوتشر على إذن للسفر إلى بوتسوانا الشرقية لتصوير مسيرة لأفواج بانغواتو. وقع ذلك في مدينة سيروي. ضمن فترة الحرب العالمية الأولى وحتى الحرب العالمية الثانية، سيطرت الأفلام الوثائقية على إنتاجات صناعة السينما في بوتسوانا عن الشعوب المحلية في المنطقة الغربية لبوتسوانا وشرائط إخبارية عن الأمور التي تحدث في الشرق.
وبحسب ما ورد، كان المخرج الأول من بوتسوانا رجلًا يُدعى موليفي بيلان، وهو زعيم قبلي محلي يُزعم أنه قام بتصوير نساء تستحم باستخدام كاميرا تسجيل صغيرة. سجلت امرأة تُعرف باسم «ميس مورتشيسون» أفلامًا بلغ مجموعها حوالي ساعتين، توضح بالتفصيل عمليات «فيلق الرواد الأفريقي المساعد»؛ من المعروف أن جزأين على قيد الحياة والثالث يشتبه في وجوده في مكان ما في بوتسوانا.
صُورّ الفيلم المسمى محمية بيتشوانلاند خلال الحرب العالمية الثانية جنوداً من «فيلق الرواد الأفريقي المساعد» العائدين إلى ديارهم من شمال أفريقيا بعد فوزهم برحلة العودة إلى بوتسوانا. يصور الفيلم زعيم القبيلة باثوين الثاني.
جاء صانع أفلام كيب تاون بيل لويس إلى أراضي بوتسوانا في 1947 لتصوير الزيارة الملكية لمزرعة حيث كان يمكث جنود فيلق الرواد الأفريقي. كما جاء الأمريكي توم لارسون في أواخر الأربعينيات. قام بتصوير فيلمين وثائقيين، أحدهما بعنوان «صانعو المطر في أومافانغو» الذي صدر في 1948.